# Google Catalogs
Google Catalogs era una aplicación de compras para tabletas, la cual fue creada por Google en agosto de 2011. Actualmente la aplicación está solo disponible para iPad y tabletas Android. Google Catalogs envía catálogos virtuales a usuarios de tiendas como Nordstrom, L.L.Bean, Macy's, Pottery Barn, y muchos más. Aún se han estado agregando comerciantes, por un proceso por el cual ellos mandan una forma con información y una muestra de su catálogo, que más adelante es revisado por el equipo editorial de Google. Esta aplicación se denota como una " Manera más Verde de Comprar", ya que estos catálogos digitales están remplazando a las versiones en papel.  Google anunció suspender la aplicación de iPad a partir de agosto de 2013.

## Historia
Google Catalog fue conceptualizado por primera vez en diciembre de 2001, como una función de búsqueda solamente para la web. Este era un servicio gratuito de Google. La búsqueda de catálogo de Google era un proyecto importante de digitalización, ya que miles de catálogos de mercancía fueron escaneados y accesibles para el público. Los usuarios podían hojear a través de las hojas de catálogos de una gran variedad de industrias, excepto de aquellas que se centran en licor, tabaco, armas de fuego o productos similares. Google finalizó este servicio web en enero de 2009, afirmando: "Catalog no ha sido tan popular como algunos de nuestros otros productos. Así que, mañana le estaremos dando una cariñosa despedida y enfocaremos todos nuestros esfuerzos para traer más tipos de información que no se encuentra en línea como revistas, periódicos y claro, libros, en línea". El 6 de agosto de 2011, Google Catalogs fue anunciado en el blog oficial de Google e inmediatamente estuvo disponible en línea para su descarga. Google creó un video rápido para dar un vistazo de las características del producto. El 1 de octubre de 2012, Google puso disponible Google Catalogs en versión web. Planean integrarlo con Google Product Search.

## Experiencia con el usuario
Los catálogos disponibles en esta aplicación son agrupados en varias categorías, incluyendo Moda y Ropa para Mujeres, Joyas, Belleza, Casa, Moda y Ropa para Hombres, Niños y Bebés, y Regalos. Después de escoger la categoría del producto, los usuarios pueden seleccionar un catálogo en específico, el cual los lleva a la portada de ese catálogo. La colocación y el orden de los catálogos dentro de cada sección es probable que impacte la tasa de clics por cualquier catálogo particular.
Los compradores que usan iPad pueden hojear el catálogo y tocar en los "hotspots" de los productos en los cuales están interesados, enlazando a los usuarios al sitio web de la marca. Después de hacer clic en el producto de interés, un mensaje emergente aparecerá para que el usuario pueda leer más sobre el producto, que incluye precio, descripción, imágenes, y título. Esta es también la página donde los usuarios pueden mandar información sobre el producto. Para aquellos que no quieren comprar en línea, Las tiendas pueden ser encontradas cargando la opción de 'Encuentra cercano'.  La exploración adicional de los productos es apoyada de características tales como la capacidad de hacer zum sobre los productos, así como ser capaz de ver las etiquetas para reunir información adicional. Además, los productos pueden ser marcados como favoritos, y todos los que se marcaron previamente pueden ser vistos en la misma página haciendo clic en el botón de Favoritos hasta abajo de la pantalla. Los usuarios pueden marcar catálogos específicos como favoritos para recibir notificaciones cuando algo nuevo está disponible. Si un usuario está buscando un producto específico, hay una función para buscar que te muestra todos los productos relacionados con las palabras que el usuario ingreso.

## Interacción con el usuario
Google Catalogs tiene el potencial de convertirse en una comunidad de compras completamente interactiva en línea. En las etapas iniciales de que este producto de Google, los usuarios tenían la habilidad de mandar información e imágenes que encontraran en la aplicación a cualquier persona que contara con una cuenta de correo electrónico, sin importar si contaban con la aplicación o no. Los usuarios también eran capaces de crear collages de sus productos favoritos a través de catálogos en sus tabletas de Android o Ipad. Una vez que los usuarios han creado un collage, lo pueden compartir con sus amigos de la misma forma en que pueden compartir información de productos e imágenes que les parezcan interesantes. Además de esto, los usuarios pueden crear collages públicos que pueden ser vistos por cualquiera que tenga la aplicación "tal".  Se espera que Google Catalogs incluya más funcionalidades de redes sociales que permitan más interacción en el futuro. Más aún, se espera que Google+ sea una funcionalidad integrada para permitir a los usuarios publicar sobre sus productos favoritos.

## Plataformas
Google Catalogs es accesible tanto como en el iPad y en la computadora.

## Monetización
Las marcas participantes, actualmente no necesitan pagar cuota alguna para tener sus catálogos incluidos en la aplicación. Además, los usuarios de Google Catalogs no tienen que pagar para buscar a través de la colección de catálogos que se encuentran disponibles. Sin embargo, los usuarios deben de contar con una cuenta de Gmail, con el fin de registrarse y poder guardar sus catálogos favoritos. Para poder añadir un catálogo a la aplicación, los minoristas son dirigidos al formulario disponible en la página de información de Google sobre Google Catalogs.

## Marcas Participantes
Ropa y moda para Mujeres
Athleta, Bloomingdale's, Neiman Marcus, Nordstrom, Boden USA, Gaiam, Dillard's, L.L. Bean, Lafayette 148 New York, Lands' End, Macy's, Merrell, Moosejaw, Roxy, Sundance, Venus, bebe, Alloy, Anthropologie, Bare Necessities, Bergdorf Goodman, Delia's, Eddie Bauer, Fossil, Free People, Gap, Lucky Brand, Saks Fifth Avenue, Tory Burch, Swell, Trina Turk, UGG, Urban Outfitters, Patagonia, Ralph Lauren, Gump's, Peruvian Connection
Ropa y moda para Hombres
Paul Fredrick, Boden, Patagonia, Brooks Brothers, L.L. Bean, Merrell, Lands' End, Moosejaw, Nordstrom, Orvis, Sierra Trading Post, Bergdorf Goodman, Bloomingdale's, Eddie Bauer, Fossil, L.L. Bean Signature, Lands' End Canvas, Lucky Brand, Macy's, Patagonia, Ralph Lauren Rugby, Swell, Urban Outfitters
Joyas
Sundance, Stella & Dot, Neiman Marcus, Blue Nite, Ross-Simons Jewelry, RedEnvelope
Belleza
Bare Escentuals, Macy's, Sephora, Caswell-Massey, Bergdorf Goodman, Neiman Marcus
Casa
High Fashion Home, Horchow, Pottery Barn, Serena & Lily, Williams-Sonoma, Ballard Designs, Crate & Barrel, Design Within Reach, Gaiam, Macy's, Neiman Marcus, Pottery Barn Bed & Bath, CB2, Dwell Studio, PBteen, West Elm, Anthropologie, Pottery Barn Outdoor Spaces, overstockArt.com
Niños y bebés
CWDkids, Right Start, Serena & Lily, Hanna Anderson, L.L.Bean Kids, One Step Ahead, Tea Collection, Brooks Brothers, DwellStudio, Land's End, Pottery Barn Kids, The Land of Nod, L.L.Bean Outdoor Gear
Regalos
Neiman Marcus, UncommonGoods, Wine Enthusiast, Caswell-Massey, Gump's, RedEnvelope, overstockArt.com